# Barış Arduç
Barış Arduç född 9 oktober 1987 i Münsterlingen, är turkisk skådespelare. Han började sin professionella skådespelarkarriär efter att ha träffat teaterskådespelerskan Aylan Algan. Med Kiralık Aşk är Arduç en tvåfaldig prisvinnare vid Golden Butterfly TV Awards (2015 och 2016). Han har även mottagit Sadri Family Theatre and Cinema Award. Från maj 2016 är han också en Goodwillambassadör för Turkiets liv utan cancerförening. I mars 2017 vann han GQ Turkey-utmärkelsen för "Mest omtalad årets man 2016".
Baris Arduc fick sitt stora genombrott för sin roll i Alp Arslan.

## Filmografi
- Kiralık Aşk (2015-2017)
- Kuzgun (2019)
- Çukur (2020)
- Alp Arslan (2021)